# Rachel Casson
Rachel Casson is een Brits voormalig waterskiester.

## Levensloop
Casson werd in 1990 Europees kampioen in de Formule 1 van het waterski racing.

## Palmares
- 1990:  Europees kampioenschap